# Думбадзе, Нодар Владимирович
Нода́р Влади́мирович Думба́дзе (ნოდარ ვლადიმერის ძე დუმბაძე; 14 июля 1928, Тифлис — 14 сентября 1984, Тбилиси) — грузинский советский писатель, сценарист.
Творчеству Думбадзе присуще сочетание комического с драматическим, глубокий лиризм. Основная тема писателя — вера в человека, в конечную победу и торжество лучших человеческих качеств. Многие его произведения экранизированы или инсценированы, в том числе по собственным сценариям.

## Биография
Нодар Думбадзе родился 14 июля 1928 года в Тифлисе. В 1937 году его отец Владимир Думбадзе был расстрелян, а мать Анна Бахтадзе и оба его брата — Габриэл и Николоз были арестованы по обвинению в контрреволюционной деятельности и сосланы в ГУЛАГ. Из-за ареста родителей будущий писатель рос у родственников в Абхазии, а затем в селе Хидистави, расположенном в регионе Гурия. Хидистави не называется, но описывается в книге «Я, бабушка, Илико и Илларион». В настоящее время в селе работает музей писателя.
По окончании средней школы поступил в Тбилисский университет на экономический факультет, который окончил в 1950 году. Несколько лет работал в университете лаборантом.
С 1957 года Нодар Думбадзе переключается целиком на литературную работу, работал в журналах «Цискари» («Рассвет»), «Нианги» («Крокодил»). В 1962—1965 годах был сотрудником сценарного отдела на киностудии «Грузия-фильм». В 1965 году вновь вернулся в журнал «Нианги», где работал главным редактором до 1973 года.
Член КПСС с 1964 года. Депутат Совета Национальностей ВС СССР 10-11 созывов от Грузинской ССР.
С 1951 года и до самой смерти был женат на Нанули Гугунава. Дочери — Манана (литературовед) и Кетеван (телепродюсер). Сын Заза умер в возрасте 5 лет.

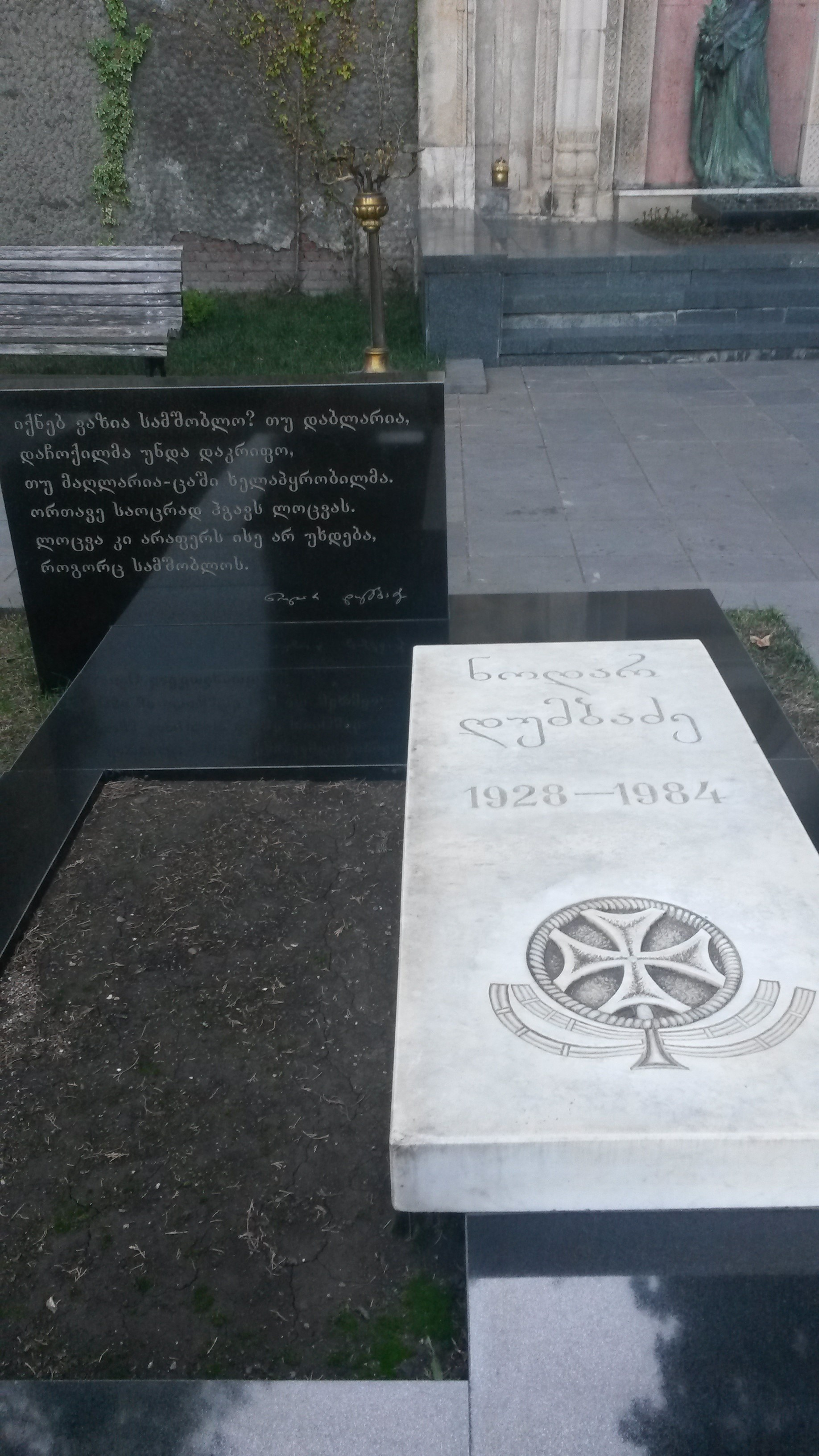
Могила Думбадзе

14 сентября 1984 года умер от четвёртого инфаркта. Похоронен в Тбилиси в парке Мзиури, созданном в 1982 году для тбилисской молодежи по инициативе писателя. В 2009 году его прах был перенесён в пантеон Мтацминда.

## Творчество

### Рассказы
- «Хеладос»
- «Кровь»
- «Бесы»
- «Цыгане»
- «Собака»
- «Мать»
- «Аствац, инчу һамар?!»
- «Откуда в городе ястреб?!»
- Желание
- «Не буди!»
- «Дидро»
- «Хазарула»
- «Тамерлан»
- «Птичка»
- «Кладбище»
- «Коррида»
- «Неблагодарный»
- «Солнце»
- «Преодолевая себя»
- «Родина» (1981)
- «За бессмертие Родины» (1977)
- «Голос добрый» (1975)

### Повести
- «Кукарача»

### Романы
- 1960 — «Я, бабушка, Илико и Илларион»
- 1962 — «Я вижу солнце»
- 1967 — «Солнечная ночь»
- 1969 — «Не бойся, мама!» (экранизирован в 1973 году)
- 1973 — «Белые флаги»
- 1978 — «Закон вечности»

### Киносценарии
- 1973 — В добрый путь (режиссёр Л. Л. Гогоберидзе)
- 1973 — Зов (режиссёр К. Г. Мгеладзе)

### Экранизации
- 1963 — Я, бабушка, Илико и Илларион (режиссёр Т. Е. Абуладзе)
- 1965 — Я вижу солнце
- 1971 — В добрый путь (режиссёр К. Г. Мгеладзе) — по повести «Не тревожься, мама!»
- 1982 — Кукарача (режиссёры С. В. Долидзе, К. С. Долидзе)
- 1982 — Закон вечности (режиссёр Валериан Квачадзе)
- 1989 — Աստված, ինչի՞ համար (Аствац инчи амар) (Боже, за что?) (режиссёр А. Оганесян, Армения, студия т/ф «Ереван»)
- 1990 — Белые флаги
- 2013 — Собака (режиссёр Анвар Сафаев)

### Театральные постановки
- Я, бабушка, Илико и Илларион. Постановка Р. Агамирзяна. Ленинградский Большой драматический театр им. Горького
- Я, бабушка, Илико и Илларион. Театр Наций
- Я, бабушка, Илико и Илларион. Реж. Георгий Иобадзе. Градский Холл

## Награды и премии
- Орден Октябрьской Революции.
- Орден Трудового Красного Знамени.
- Орден «Знак Почёта».
- Ленинская премия (1980) — за роман «Закон вечности» (1978).
- премия Ленинского комсомола (1966) — за роман «Я, бабушка, Илико и Илларион» (1963).
- Государственная премия Грузинской ССР имени Шота Руставели (1975).
- Серебряная медаль имени А. А. Фадеева (1973) — за роман «Не бойся, мама!».
- Премия «Золотой телёнок» «Литературной газеты» («Клуба 12 стульев») (1980).

## Память
В 2018 году к 90-летию со дня рождения Нодара Думбадзе почта Грузии выпустила почтовую марку.